# Riojasaure
El riojasaure (Riojasaurus, "llangardaix de Rioja") és un gènere de dinosaure prosauròpode herbívor que rep el nom de la província de La Rioja, a l'Argentina, on fou trobat per José Bonaparte. Va viure durant el Triàsic superior i podia arribar als 10 metres de longitud. El riojasaure és l'únic riojasàurid conegut que va viure a Sud-amèrica.